# アンゲラン7世・ド・クシー
アンゲラン7世・ド・クシー（Enguerrand VII de Coucy, 1340年  - 1397年2月18日）またはアンガラン7世は、クシー、マルル、ラ・フェール、クレシー＝シュル＝セールおよびオワジー領主、ソワソン伯、アルベマール伯およびベッドフォード伯であったフランスの貴族。

## 生涯
クシー領主アンゲラン6世とオーストリア公レオポルト1世の娘カタリーナの間に生まれた。1346年、アンゲラン7世が7歳の時に、父アンゲラン6世はクレシーの戦いで戦死した。
10年後の1356年、アンゲラン7世はポワティエの戦いに参加したが、フランス王ジャン2世はイングランドに敗北を喫し、捕虜となった。1360年に締結されたブレティニー条約により、アンゲランはジャン2世の解放に対する担保の人質の1人としてイングランドに送られた。ロンドンでの人質生活において、アンゲランはイングランド王エドワード3世の長女イザベラに気に入られ、1365年ウィンザー城で結婚した。エドワード3世のはからいにより、身代金を払うことなく人質の身から解放されている。イザベラの持参金代わりとしてクシーに隣接するソワソン伯領を贈られソワソン伯となり、国王の婿としてイングランド議会においてベッドフォード伯の地位を与えられた。アンゲランは1367年に帰国し、精力的に活動した。
イングランドとフランスの休戦が破られる中、双方の王への忠誠を維持し、イングランドと直接戦うのを避けるため、1369年にアンゲランは母カタリーナの遺産を手に入れる目的で軍を率いてアルザスへ向かった。この遠征はスイスで激しい抵抗に遭うなどして失敗に終わり、アンゲランのこの時の記憶が1390年に逆さの冠で象徴される「王冠騎士団」の創設につながっている。1372年から1373年にかけてはアヴィニョンの対立教皇クレメンス7世のため、イタリアで戦っている。中立を守ったことは英仏両国で名誉の典型であると考えられ、彼の領地はイングランドからの攻撃を免れた。
1377年、義父エドワード3世の死を機に、イングランドにおいて保持していた領地などの権利を全て放棄するとリチャード2世に伝えると、フランス貴族としてイングランドと戦う選択をした。この時、妻イザベラと次女フィリッパは別居しイングランドに留まることになる。1380年にベルトラン・デュ・ゲクランの後を受けてフランス軍総司令官の座につくことを求められたがアンゲランは断り、シャルル6世の即位後にオリヴィエ・ド・クリッソンがその地位についた。
1380年、アンゲランはフランス王シャルル6世の戴冠式に出席し、その後スコットランドに向かったが上陸できずに終わった。1382年、マイヨタンの反乱の鎮圧のためパリに入った。フランス王の特使として、アンゲランはブルターニュ公ジャン4世、スペイン王、サヴォワおよびジェノヴァと折衝を行った。クシーには遠征の終わるごとに戻り、アンゲラン3世の城を改修し、ゴシック様式の城を補強した。1367年にアンゲランは義父エドワード3世によりソワソン伯領を与えられていたが、1391年にルイ・ドルレアンに与えられた。また、アンゲランはアムの町をマリー・ド・アムから買い取った。
1392年クリッソンが襲われ重傷を負い、首謀者の討伐に出た途上でシャルル6世は発狂する。国王の叔父のブルゴーニュ公フィリップが実権を握るとアンゲランはブルゴーニュ公に協力したが、フランス軍総司令官への就任要請は断り、ウー伯が就いている。
十字軍騎士の子孫として、アンゲランはブルゴーニュ公ジャンおよび後に神聖ローマ皇帝となるハンガリー王ジギスムントが率いるニコポリス十字軍に参加した。1396年9月25日、十字軍はニコポリスの戦いでバヤズィト1世に敗北し、アンゲランはビテュニアで捕虜となり、翌年に傷がもとでブルサで死去した。遺体はノジャンに、心臓はソワソンの聖トリニティ修道院に埋葬された。
アンゲランには男子がなく、長女マリーが継承した。マリーは夫アンリ・ド・マルルの死後、1400年にクシー領およびそれに付随するフォランブレ、サン＝トーバン、ラ・フェール、サン＝ゴバン、ピノン、ル・シャテリエ、サン・ランベール、アシー、セルニーなどをルイ・ドルレアンに400,000ポンドで売却した。
クシー家本家は断絶したものの、マルル、ラ・フェール、サン＝ゴバン、アムおよびソワソンの一部などの主な領地はマリーの子孫であるスカルポン家、ルクセンブルク＝リニー家、さらにブルボン＝ヴァンドーム家に継承され、ヴェルヴァンは分家のクシー＝ヴェルヴァン家に継承された。

## 子女
1365年7月27日、ウィンザー城でイングランド王エドワード3世の娘イザベラと結婚し、以下の娘をもうけた。
- マリー（1366年 - 1404年） - ソワソン女伯、バル公嗣子であったマルル領主アンリと結婚[11]
- フィリッパ（1367年 - 1411年） - 1376年に第9代オックスフォード伯ロバート・ド・ヴィアーと結婚、1387年に離婚[12]

イザベラの死後、1386年にロレーヌ公ジャン1世の娘イザベル（1410年没）と結婚し、1女をもうけた。
- イザベル（1411年没） - 1409年にヌヴェール伯・ルテル伯フィリップ・ド・ブルゴーニュ（1389年 - 1415年）と結婚[11]

庶子が1人いる。
- パースヴァル（1386年頃 - 1437年頃） - ギネ領主、オーベルモン領主[14]